# Alkakán
Alkakán es una localidad del municipio de Xocchel en el estado de Yucatán, México.

## Toponimia
El nombre (Alkakán) proviene del idioma maya.